# Zakaźne zapalenie otrzewnej kotów
Zakaźne zapalenie otrzewnej kotów (ZZOK) (łac. peritonitis infectiosa felinum; ang. feline infectious peritonitis, FIP) – postępująca, wyniszczająca, śmiertelna wirusowa choroba kotów.

## Czynnik patogenetyczny

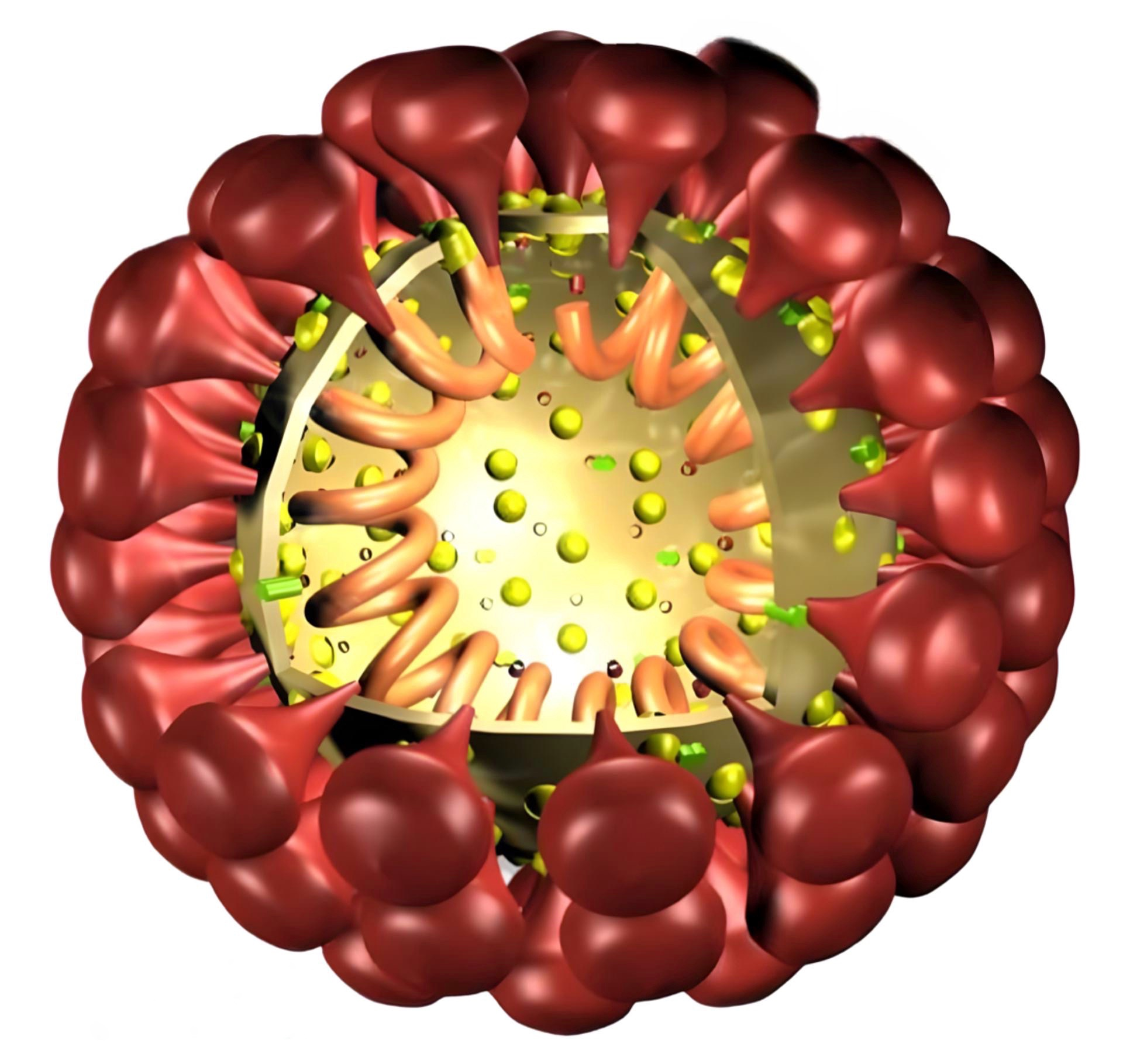
Model koronawirusa

Wywoływana jest przez wirus zakaźnego zapalenia otrzewnej kotów z rodziny koronawirusów (feline infectious peritonitis virus) (FIPV).

## Występowanie i drogi zakażenia
Notowana na całym świecie, także w Polsce. Szerzeniu się choroby sprzyjają współistniejące choroby, stres, zbytnie stłoczenie, ale główne znaczenie ma zakażenie wirusem niedoboru immunologicznego kotów albo wirusem białaczki kotów.
Do zakażenia dochodzi po spożyciu przez kota odchodów od osobnika zakażonego, a także przez krew w czasie walk kotów.

## Patogeneza

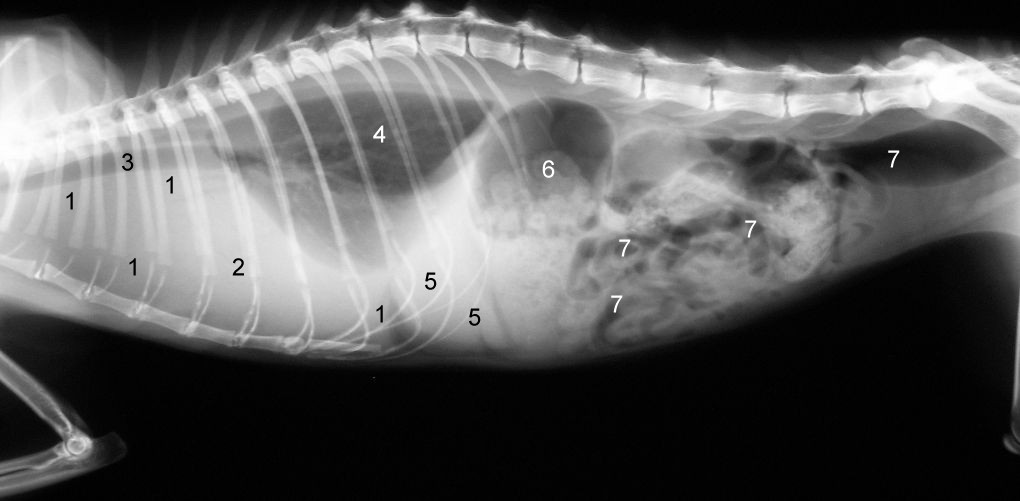
Zdjęcie rentgenowskie kota z FIP
1 cień rozlany spowodowany płynem w dolnej części klatki piersiowej, 2 serce bez widocznych konturów z powodu płynu, 3 tchawica, 4 płuco (tylko niewielka część jest wciąż wentylowana), 5 wątroba, 6 żołądek, 7 jelita

Po zakażeniu drogą pokarmową wirus dostaje się do okolicznych węzłów chłonnych oraz nabłonka jelit, gdzie ma szczególne powinowactwo do makrofagów i monocytów. Jeśli zajdą sprzyjające warunki chwilowego upośledzenia odporności (stres, ciąża, odsadzenie, leczenie innego schorzenia glikokortykosterydami, współistniejące zakażenie wirusem białaczki kotów lub wirusem niedoboru immunologicznego) dochodzi do szybkiego namnożenia wirusa w makrofagach i przedostania się wirusa do krwi, gdzie ponownie ulega intensywnej replikacji doprowadzając do wiremii. Następnie zostaje z prądem krwi przeniesiony do innych organów (zwłaszcza bogatych w makrofagi tj. wątroba, śledziona, węzły chłonne) i dochodzi do zakażenia uogólnionego.
W zależności od stanu immunologicznego organizmu choroba może się różnie rozwijać.
Przy średnim poziomie odporności choroba rozwija się powoli, doprowadzając do powstania ropnych ziarniniaków zapalnych w różnych narządach (postać bezwysiękowa FIP). Przy niskim poziomie odporności rozwija się wysiękowa postać FIP. Do jej powstania przyczynia się powstawanie kompleksów immunologicznych powstałych w czasie odpowiedzi immunologicznej na obecność wirusa we krwi. Doprowadzają one do niszczenia śródbłonka naczyń kapilarnych w nerkach, wątrobie i mózgu. Uszkodzenie naczyń powoduje wzrost ich przepuszczalności i przechodzenia płynów do przestrzeni pozakomórkowej i gromadzenia w jamach otrzewnowej i opłucnej dużych ilości wysięku zapalnego, doprowadzając do wodobrzusza.

## Objawy kliniczne
Są dwie formy choroby: wysiękowa (mokra) i bezwysiękowa (sucha). Postać wysiękowa jest częstsza (60–70% wszystkich przypadków), a jej przebieg jest bardziej gwałtowny.

### Postać wysiękowa (mokra)
Głównym objawem jest gromadzenie wysiękowego płynu w jamach klatki piersiowej i brzucha (wodobrzusze), co może spowodować duże trudności w oddychaniu. Inne objawy to: spadek apetytu, gorączka, apatia, spadek masy ciała, umiarkowana gorączka, duszność i przyspieszone oddychanie, u kocurów powiększenie moszny, bladość lub zażółcenie błon śluzowych, stłumienie tonów sercowych, wyczuwalne masy przy omacywaniu jamy brzusznej, powiększenie węzłów chłonnych krezkowych, biegunka i żółtaczka.

### Postać bezwysiękowa (sucha)
Postać bezwysiękowa także będzie objawiać się spadkiem apetytu, gorączką, posmutnieniem zwierzęcia, żółtaczką, ale nie występuje w niej gromadzenie się płynu w jamie brzusznej i piersiowej. Przy omacywaniu jamy brzusznej stwierdza się powiększenie węzłów chłonnych krezkowych, nieregularny kształt nerek oraz guzkowate struktury na innych narządach wewnętrznych, możliwe jest wystąpienie duszności oraz zmian w gałkach ocznych, takich jak zapalenie tęczówki, manifestujące się zmianą jej barwy, zmętnienie cieczy wodnistej w przedniej komorze oka, obecność precypitatów na rogówce, wylewy krwawe do przedniej komory oka, odklejenie siatkówki. Typowe objawy występują ze strony układu nerwowego (niezborność, ataki padaczki, drżenia, niewyjaśniona gorączka, zmiany zachowania, zaburzenia równowagi, porażenia, oczopląs, utrata wzroku, wypadanie trzeciej powieki). W jelitowej postaci FIP pojawiają się ziarniaki zapalne zlokalizowane najczęściej w okrężnicy, czasem także w jelicie cienkim, którym towarzyszą objawy ze strony układu pokarmowego, takie jak zaparcia, przewlekła biegunka lub wymioty.

Przeczytaj ostrzeżenie dotyczące informacji medycznych i pokrewnych zamieszczonych w Wikipedii.